# 中华路街道 (遵义市)
中华路街道，是中华人民共和国贵州省遵义市红花岗区下辖的一个乡镇级行政单位。

## 行政区划
中华路街道下辖以下地区：
龙井沟社区、凤朝门社区、杨家巷社区、环城社区、新东门社区和苟家井社区。